# Герб Варварівки
Герб Варва́рівки — офіційний символ села Варварівка Ємільчинського району Житомирської області, затверджений 28 лютого 2013 р. рішенням № 5 XIX сесії Варварівської сільської ради VI скликання.

## Опис
Щит перетятий. На першому лазуровому полі в правому кутку золоте сонце, в лівому летить срібний голуб. На другому зеленому полі золотий листок та три шишки хмелю над ним. Щит обрамований золотим декоративним картушем і увінчаний золотою сільською короною.

## Значення символів
Лазур символізує чисте, мирне небо Поліського краю, зелень — природу Полісся. Сонце — символ нового, світлого і кращого життя, срібний голуб — символ миру. Золоті листок та три шишки хмелю над ним символізують основну місцеву сільськогосподарську культуру.
Автор — Вадим Васильович Саган.